# Larger than Life (Brent Faiyaz)
Larger than Life è il mixtape di debutto del cantante statunitense Brent Faiyaz, pubblicato il 27 ottobre 2023 tramite le etichette discografiche ISO Supremacy e UnitedMasters.
Il progetto è stato pubblicato a sorpresa e contiene le collaborazioni di Lil Gray, Missy Elliott, Flee, Princess Cro, Coco Jones, N3WYRKLA, ASAP Rocky, Tommy Richman, Felix!, ASAP Ant, Cruddy Murda, TTM e Babyface Ray.

## Antefatti
Il 2 maggio 2023, Billboard ha riportato che Brent Faiyaz aveva firmato un contratto con l'etichetta discografica UnitedMasters, e successivamente che Faiyaz aveva fondato la sua etichetta discografica ISO Supremacy, distribuita da UnitedMasters e che avrebbe pubblicato un nuovo progetto a breve.
Il primo singolo estratto dal mixtape, intitolato Moment of Your Life e in collaborazione con Coco Jones, è stato pubblicato il 23 agosto 2023 e il secondo, WY@, è stato reso disponibile il 19 settembre seguente.
Il 26 ottobre 2023, poche ore prima del rilascio a sorpresa del mixtape, Faiyaz ha condiviso sul suo canale YouTube il trailer del progetto.

## Accoglienza
Alphonse Pierre di Pitchfork ha affermato che il mixtape è «un buon album in cui Faiyaz avrebbe potuto facilmente scegliere di stappare champagne e festeggiare il suo successo collaborando con tutti i migliori artisti rap e R&B di oggi», ma che invece «rende omaggio alle sue origini coinvolgendo sia dei pionieri regionali che dei nuovi arrivati».
| Recensione | Giudizio |
| ---------- | -------- |
| Pitchfork  | 7/10     |

## Tracce
1. Tim's Intro – 2:04 (Christopher Wood, Timothy Mosley, David Patino, Jason Avalos, Terrence Davis)
2. Last One Left (feat. Lil Gray e Missy Elliott) – 3:44 (Wood, Khalil Wright, Melissa Elliott, Patino)
3. Forever Yours – 1:36 (Wood, Jonah Roy, Rich Paul)
4. Best Time – 1:22 (Wood, Patino, Kelis Rogers, Thomas Richman)
5. Big Mad Skit (feat. Flee e Princess Cro) – 1:18 (Afolabi Rosiji, Aheko Shorter, Chidozie Arah, Emmanuel Arah, Juan Wood II, Davis)
6. Moment of Your Life (feat. Coco Jones) – 3:34 (Wood, Courtney Jones, Patino, Donald Holmes, E. Arah, Gerard Thomas, Elliott, Terrance)
7. Outside All Night (feat. N3WYRKLA e ASAP Rocky) – 3:22 (Wood, Nyla Nasir, Rakim Mayers, Roy)
8. Wherever I Go – 3:01 (Wood, William Keating, Thomas McLaughlin, Anthony Rampias, C. Arah, Elliot Davy)
9. Upset (feat. Tommy Richman e Felix!) – 2:57 (Wood, Richman, Roobyns Felix, E. Arah)
10. On This Side (feat. ASAP Ant e Cruddy Murda) – 2:58 (Wood, Adam Kirkman, Colombian Thomas, Johnathan Buck, C. Arah, Anthony Round, Davis, Darnell Smith, Dennis Round)
11. Dawged Em Skit (feat. TTM Dawg) – 1:04 (Patino, Jamal Harris)
12. Belong to You (feat. Babyface Ray) – 2:57 (Wood, Marcellus Register, Patino, Jerome Woods)
13. WY@ – 3:27 (Wood, Patino, Bailey Goldberg, Anthoine Walters, Othello Houston, Jonathan Wells)
14. Pistachios – 3:09 (Wood, Isaac Hayes, William Young, Adina Howard, Rochad Holiday, Curtis Wilson)

## Classifiche
| Classifica (2023) | Posizione massima |
| ----------------- | ----------------- |
| Belgio (Fiandre)  | 61                |
| Belgio (Vallonia) | 68                |
| Canada            | 21                |
| Danimarca         | 38                |
| Irlanda           | 61                |
| Lituania          | 32                |
| Nuova Zelanda     | 7                 |
| Paesi Bassi       | 37                |
| Regno Unito       | 25                |
| Stati Uniti       | 11                |
| Svizzera          | 17                |